# Ludvík Svoboda
Ludvík Svoboda (Hroznatín, Moravska, 25. studenog 1895. – Prag, 20. rujna 1979.) bio je čehoslovački časnik i državnik.
Član čehoslovačke legije u Rusiji u I. svjetskom ratu, poslije časnik u čehoslovačkoj vojsci.  Nakon okupacije Čehoslovačke 1939. bježi u južnu Poljsku, gdje je u rujnu 1939. zamalo zaglavio pod optužbom da je špijun, zatim odlazi u SSSR, gdje je zapovjednik čeških postrojba koje su se borile na strani Crvene armije u Ukrajini 1943. te u Slovačkoj 1944. i Češkoj 1945.
Nakon rata postaje ministar obrane (1945. – 1950.). Nakratko je uhićen potkraj 1952. Nakon destaljinizacije, postaje načelnik Vojne akademije (1955. – 1958.). Budući da je od 1948. neprekidno bio zastupnik u Narodnoj skupštini i da je u javnosti uživao velik ugled, nakon ostavke Antonína Novotnog 1968. godine, a na prijedlog Alexandera Dubčeka, izabran je za predsjednika Čehoslovačke. Podupirao je reformske postupke novoga vodstva Komunističke partije, nakon slamanja praškoga proljeća nije htio formirati novu vladu. Ostao na dužnosti predsjednika do 1975. (ponovno izabran 1973.), ali su mu ovlasti bile bitno smanjene.